# Axel Graatkjær
Axel Graatkjær (né Axel Sørensen le 9 janvier 1885 à Aarhus où il est mort le 2 novembre 1969) fut un directeur de la photographie danois. Il est essentiellement connu pour son travail durant l'ère du cinéma muet.

## Biographie
Durant son adolescence, Axel Graatkjær partit à Copenhague étudier la musique. Pour financer ses études, il devint vendeur de tickets et de programmes et développa un intérêt pour le cinéma. il réalisa en 1906 son premier film et fut recruté par la Nordisk Film et Ole Olsen pour être cadreur. En 1908, il travailla sur Løvejagten (La Chasse au lion) de Viggo Larsen, un court métrage qui créa le scandale, car il montrait la mort des deux lions qui avaient été achetés pour le film. Axel Graatkjær, qui avait joué le rôle d'un chasseur, fut brièvement emprisonné.
C'est en 1910 qu'il prit le nom de Axel Graatkjær.
Il participa à plus de 100 films pour la Nordisk Film et devint le directeur de la photographie préféré d'August Blom, d'Asta Nielsen et son mari Urban Gad.

## Filmographie partielle
- 1907 : Vikingeblod de Viggo Larsen
- 1909 : Wilhelm Tell de Viggo Larsen
- 1911 : Mormonens offer d'August Blom
- 1915 : Der Tunnel de William Wauer
- 1921 : Hamlet de Svend Gade et Heinz Schall
- 1920 : Algol de Hans Werckmeister
- 1920 : Der Reigen de Richard Oswald
- 1922 : Le Fantôme de Friedrich Wilhelm Murnau
- 1923 : I.N.R.I. de Robert Wiene
- 1927 : Le Baron imaginaire de Willi Wolff
- 1927 : Tête haute, Charly ! de Willi Wolff
- 1927 : Funkzauber de Richard Oswald
- 1928 : Voleurs de jeunesse (Mädchenschicksale) de Richard Löwenbein